# Louis Dumas (pédagogue)
Pour les articles homonymes, voir Louis Dumas et Dumas.
Louis Dumas est un pédagogue français né à Nîmes en 1676, mort le 19 juillet 1744 au château de Vaujours (Seine-Saint-Denis).
Il s'occupa surtout d'éducation. Il imagina, pour faciliter l'art d'apprendre à lire, d'imiter les procédés de l'imprimerie et de donner aux enfants des lettres détachées qu'on leur faisait assembler, comme en jouant, pour en former des mots : c'est ce qu'il appela le bureau typographique. 
Cette invention eut un grand succès.